# 押田洋治
押田 洋治（おしだ ようじ、1944年-）は、日本の建築家。おもに富山県で活動。
1967年、日本大学理工学部建築学科卒業。
1969年、日本大学大学院理工学研究科建築学専攻博士前期課程修了 。
1969年から1971年まで、久米建築事務所に勤務。1971年からは押田建築設計事務所に勤務する。その後同事務所代表。
代表作に福光町庁舎（富山県南砺市、1987年）流杉病院療養型病棟（富山市、1995年）、立山町立雄山中学校校舎体育館改築（富山県立山町、1997年）などがある。

## 参考
- 設計事務所名簿 中部版 2005   建築ジャーナル 編  建築ジャーナル  2004年 ISBN 9784860355036